# Danis anaximens
Danis anaximens är en fjärilsart som beskrevs av Hans Fruhstorfer 1915. Danis anaximens ingår i släktet Danis och familjen juvelvingar. Inga underarter finns listade i Catalogue of Life.